# Patrick Burner
Patrick Burner, né le 11 avril 1996 à Fort-de-France, est un footballeur martiniquais. Il évolue au poste d'arrière droit au North Carolina Football Club.

## Biographie

### Débuts de carrière
Né à Fort-de-France, Patrick Burner commence le football à quatre ans avec le club local de Golden Star de Fort-de-France. À 12 ans, il intègre le Club franciscain. Alors qu'il participe, avec la sélection de Martinique, à la Coupe Nationale des U15, il est repéré par la Jeanne d'Arc de Drancy, qu'il rejoint en 2011.
Il est ensuite transféré à l'ÉFC Fréjus Saint-Raphaël, club avec lequel il évoluera pendant une saison, dans le championnat national des U17.

### OGC Nice
Patrick Burner rejoint l'OGC Nice en 2013. Après avoir évolué avec les U19, puis avec la réserve, en CFA, il signe son premier contrat pro en juin 2016.
Le 8 décembre 2016, il est titulaire pour ses débuts chez les professionnels, à l'occasion d'un match de Ligue Europa contre le FK Krasnodar. Burner joue ensuite son premier match de Ligue 1 le 21 décembre 2016, contre les Girondins de Bordeaux.

### Nîmes Olympique
Le 25 septembre 2020, il rejoint le Nîmes Olympique pour un contrat de quatre saisons. Il joue son premier match sous ses nouvelles couleurs le 27 septembre 2020 face au RC Lens. Il entre en jeu et les deux équipes se neutralisent (1-1). 
En juin 2024, il est libéré par le club à l'issue de son contrat.

### North Carolina FC
En janvier 2025, après six mois sans club, il signe au North Carolina FC, club de seconde division des Etats-Unis.

## Statistiques
| Saison                | Club                  | Championnat           | Championnat | Championnat | Championnat | Coupe nationale | Coupe nationale | Coupe nationale | Coupe de la Ligue | Coupe de la Ligue | Coupe de la Ligue | Compétition(s) continentale(s) | Compétition(s) continentale(s) | Compétition(s) continentale(s) | Compétition(s) continentale(s) | Total | Total | Total |
| Saison                | Club                  | Division              | M.          | B.          | P.d.        | M.              | B.              | P.d.            | M.                | B.                | P.d.              | Comp.                          | M.                             | B.                             | P.d.                           | M.    | B.    | P.d.  |
| 2016-2017             | OGC Nice              | Ligue 1               | 4           | 0           | 0           | 1               | 0               | 0               | 1                 | 0                 | 0                 | C3                             | 1                              | 0                              | 0                              | 7     | 0     | 0     |
| 2017-2018             | OGC Nice              | Ligue 1               | 13          | 0           | 0           | 1               | 0               | 0               | 2                 | 0                 | 0                 | C1/C3                          | 1+5                            | 0                              | 0                              | 22    | 0     | 0     |
| Total sur la carrière | Total sur la carrière | Total sur la carrière | 17          | 0           | 0           | 2               | 0               | 0               | 3                 | 0                 | 0                 | -                              | 7                              | 0                              | 0                              | 29    | 0     | 0     |